# Philipp Liesnig
Philipp Liesnig (* 4. November 1982) ist ein österreichischer Politiker der SPÖ. Von Oktober 2021 bis Juni 2024 war er Erster Vizebürgermeister der Landeshauptstadt Klagenfurt am Wörthersee.

## Leben und Wirken
Nach dem Besuch des Stiftsgymnasiums St. Paul und Matura am BORG Wolfsberg studierte Liesnig Rechtswissenschaft an der Universität Graz und schloss sein Studium 2008 mit dem Titel eines Magisters ab. Im selben Jahr begann er im juristischen Dienst des Amts der Kärntner Landesregierung zu arbeiten. Infolge der Gemeinderatswahlen 2009 wurde er zum Vizebürgermeister von Bleiburg gewählt. Parallel zu diesem Amt absolvierte er ein Gerichtspraktikum am Oberlandesgericht Graz und arbeitete danach als Rechtsanwaltsanwärter in einer Kanzlei. Nach rund viereinhalbjähriger Tätigkeit als Vizebürgermeister trat Liesnig aus beruflichen Gründen im November 2013 von diesem Amt zurück – unter anderem hatte er schon seit April desselben Jahres die Funktion des Stadtamtsleiters in Sankt Andrä inne. Von September 2015 bis August 2017 war er Büroleiter der damaligen Klagenfurter Bürgermeisterin Maria-Luise Mathiaschitz, wechselte dann jedoch nach Differenzen in die Privatwirtschaft, wo er in der Geschäftsführung mehrerer Unternehmen tätig war. Nachdem Jürgen Pfeiler Anfang Oktober 2021 überraschend seinen Rückzug aus allen Ämtern angekündigt hatte, wurde Liesnig vom SPÖ-Bezirksparteivorstand und Gemeinderatsklub als neuer Stellvertreter von Bürgermeister Christian Scheider ausgewählt. Seine Agenden waren Finanzen, Beteiligungen, Bildung und Integration. Dem Klagenfurter Gemeinderat hatte Liesnig seit 2018 angehört. Ende November 2023 wurde im Umfeld der Affäre Franz Miklautz bekannt, „dass das E-Mail-Konto des Vizebürgermeisters ohne sein Wissen geöffnet worden sei“. Nach einigen politisch turbulenten Wochen gab Liesnig im Juni 2024 seinen Rücktritt als Vizebürgermeister bekannt. Als Gründe gab er die „toxische Atmosphäre“ in der Klagenfurter Stadtpolitik an. Er wolle damit die „vorhandene Pattsituation“ lösen. Sein Nachfolger als Vizebürgermeister wurde Ronald Rabitsch.
Philipp Liesnig ist verheiratet und Vater zweiter Kinder. Neben seiner politischen Tätigkeit engagiert er sich ehrenamtlich bei den Naturfreunden Österreich, deren Kärntner Landesvorsitzender er ist. In dieser Funktion trat Liesnig 2019 in einem Streit mit Hans Tilly in die Öffentlichkeit, dessen großflächige Holzschlägerungen in einem geschützten Landschaftsteil am Wörthersee er in einer Aussendung als Beispiel von „Versuchen den Rechtsstaat zu beugen“ bezeichnet hatte. Tilly klagte auf Widerruf, der folgende Rechtsstreit endete mit einem Vergleich.